# Języki makrogunwinyguskie
Języki makrogunwinyguskie (ang. Arnhem languages, Macro-Gunwinyguan languages) – fyla języków australijskich używanych we wschodniej Ziemi Arnhema na północy Australii.

## Języki
Rebecca Green zrekonstruowała paradygmaty 28 protomakrogunwinyguskich (proto-Arnhem) czasowników. Rodziny włączone przez Green to:
- buraryjskie
- gunwinyguskie (gunwinyguskie właściwe)
- wschodnioarnhemskie: wubuy (nunggubuyu), ngandi, anindilyakwa (enindhilyagwa)
- marskie: marra, warndarrang, ?yugul
  -  ?alawa
  -  ?mangarrayi
- kungarakany
- kakadu

Propozycja ta jest bliska przedstawionej przez Evansa (1997) pod nazwą języki gunwinyguskie (Gunwinyguan languages) (wraz z językami Ziemi Arnhema, Arnhem Land languages).
Marra, warndarrang, alawa i mangarrayi mają tworzyć dość luźną rodzinę marską (Marran) (Sharpe 2008). 
Heath (1990) przedstawił jako wschodnioarnhemską rodzinę ngandi + nunggubuyu; język enindhilyagwa został dodany później.

## Klasyfikacja
Evans (1997) postuluje pokrewieństwo tych języków z rodziną pama-njugaską w ramach rodziny, którą nazywa makro-pama-njungaską, ale nie zostało to (jeszcze) udowodnione.
W 2003 zaproponował, że są one (także) spokrewnione z językami Daly.